# 拉塞尔 (肯塔基州)
拉塞尔（英語：Russell），是美国肯塔基州的一座城市。建立于1869年，面积约为7.8平方公里（3平方英里）。根据2010年美国人口普查，该市的人口为3,380人。